# Ивана Стаменковић
Ивана Стаменковић - Синди (5. јул 1979) српска је певачица, манекенка и дизајнерка.

## Биографија
Ивана је рођена 5. јула 1979. године у Београду. У круговима домаће естраде и моделинга позната је као Синди. Каријеру је започела као шеснаестогодишњакиња, 1995. године, у популарној групи Моделс, заједно са Маријаном Карановић, Александром Николић и Иваном Берендиком. Група је настала на инсистирање менаџера Милана Врбића Врбе, а постигла је успех, како у Србији, тако и у региону.
Упоредо се бавила моделингом, а учествовала је у многим домаћим спотовима, код репера Груа, Цеце и групе Дивљи кестен. Најпознатије песме су: Шеф станице, Паре, паре, Ведро небо над Србијом. Након тринаест године постојања, група се разишла. Од тада, Ивана се посветила соло каријери, бавила се креирањем, модним ревијама, али и музиком. Године 2013. издала је сингл Тело гори. Исте године била је учесница ВИП Великог брата.
Живи и ради у Београду. Мајка је једне девојчице.

## Дискографија

### Као моделсица
- 1997 — Маde in Belgrade
- 1999 — Пусти нас у диско
- 2001 — The best of
- 2003 — Коло

### Соло
- 2013 — Тело гори